# Titularbistum Onuphis
Onuphis (ital.: Onuphis) ist ein Titularbistum der römisch-katholischen Kirche. 
Es geht zurück auf ein früheres Bistum der antiken Stadt Onouphis im westlichen Nildelta Ägyptens, das der Kirchenprovinz Alexandria angehörte.
| Titularbischöfe von Onuphis |                          |                                                          |                   |                    |
| Nr.                         | Name                     | Amt                                                      | von               | bis                |
| 1                           | Jean-Baptiste Boivin SMA | Apostolischer Vikar der Abidjan (Französisch-Westafrika) | 15. März 1939     | 14. September 1955 |
| 2                           | Francis John Doyle MSC   | Apostolischer Vikar von Samarai (Papua-Neuguinea)        | 11. November 1956 | 15. November 1966  |